# Тамме (Елва)
Та́мме (ест. Tamme küla) — село в Естонії, у волості Елва повіту Тартумаа.

## Населення
Чисельність населення на 31 грудня 2011 року становила 23 особи.

## Географія
Село лежить на східному березі Виртс'ярв, найбільшого внутрішнього озера Естонії.

## Історія
До 24 жовтня 2017 року село входило до складу волості Ранну.